# Planetarium (København)
Planetarium (tidligere Tycho Brahe Planetarium) nogle gange omtalt som Planetariet er et planetarium i København ved den sydlige ende af Skt. Jørgens Sø. Det åbnede i 1989 og var indtil navneskiftet opkaldt efter den danske astronom Tycho Brahe.
Bygningen gennemgik en større renovering i starten af 2020, og indeholder i dag et 23 meter stort kuppellærred, den største tiltede Planetariekuppel i Europa.
Planetarium er et af det statsstøttede Videnspædagogiske aktivitetscentre.

## Historie
Planetarium er bygget på den grund, hvor spillestedet Saltlageret lå før for enden af St. Jørgens Sø. Det økonomiske grundlag blev skabt i 1983, da ægteparret Bodil og Helge Pedersen donerede 50 mio. kr. til opførelsen af et planetarium i København. Bygningen er tegnet af arkitekt Knud Munk. Grundstenen blev lagt 22. februar 1988, og 1. november 1989 slog planetariet dørene op for publikum. Første film, der blev vist, var 'Rejsen i rummet'. Planetarium er opført for midler doneret af Bodil og Helge Pedersen til Urania-Fonden, som stod for byggeriet. Cylinderen i bygningen har en højde på 38 meter, og taget er skråt afskåret ned mod søen.
Planetarium er en stor turistattraktion i København, og allerede i april 1991 havde det haft sin gæst nr. 1.000.000. Siden er besøgstallet faldet og er nu på ca. 250.000 om året.
Den nuværende direktør for Tycho Brahe Planetarium er Mette Broksø Thygesen, der har haft stillingen siden september 2017. Diverse fonde har støttet formidlingen på Planetarium. Blandt andet har A.P. Møller og Hustru Chastine Mc-Kinney Møllers Fond Til Almene Formaal givet 11 millioner til en ny udstilling, der stod færdig februar 2018. 
Kuppelsalen er med det 750 m² store kuppellærred Nordeuropas største.
Det fulde navn er Tycho Brahe Planetarium, men efter 2018 er stedet markedsført som Planetarium.[kilde mangler]

## Udstillingen
Planetarium er først og fremmest et sted for formidling af astronomi og rumfart og derfor er er den permanente udstilling om astronomi og rumforskning en central søjle i planetariets virke. Her kan man blandt andet se en månesten på over 200 g, der er en af de største udstillede månesten udenfor USA's grænser. Den blev bragt tilbage til Jorden i 1972 af Apollo 17-rumskibet.
I februar 2018 åbnede en ny interaktiv udstilling 'Kosmos' (tidligere 'Made in Space'). Udstillingen er designet i samarbejde med engelske 59-productions, der har vundet en række priser for deres projektions- og scenekunst.[kilde mangler]

## Arrangementer
Planetarium er vært for diverse astronomiske foredrag i forbindelse med vigtige begivenheder. Der er foredrag om ny forskning, om nattehimlen og tværkulturelle begivenheder som koncerter og fredagsbarer.  

## Film
Planetarium har to sale, hvor der hver dag vises forestillinger. Den store kuppelsal huser et digitalt fremvisningssystem i 8K, der tager gæsterne med på en rumrejse til stjerner og planeter. Før hver film kommer gæsterne på en rejse i rummet med 'Rummet Tur Retur'.
I Lille sal opføres der scienceshow i ferier og weekender.